# Millennium Tower (Vídeň)
Millennium Tower je kancelářský 50patrový mrakodrap ve tvaru dvou do sebe zapuštěných válců nacházející se ve Vídni ve 20. okrese Brigittenau. Se svými 171 metry je druhou nejvyšší budovou (po DC Towers1) a čtvrtou nejvyšší stavbou v Rakousku. Anténa umístěná na vrcholu věže zvyšuje celkovou výšku na 202 metrů, ale nezapočítává se do architektonické výšky budovy. Věž navrhli architekti Gustav Peichl, Boris Podrecca a Rudolf F. Weber.
Nejvyšší z 50 poschodí se nachází ve 157metrové výšce. Ve spodních dvou patrech se nachází obchodní centrum a multikino Millennium City, nad ním se ve 48 patrech tyčí kancelářská věž se 38 500 m² kancelářských ploch. Stavba stála necelých 150 miliónů eur a byla dokončena v roce 1999.

## Informace
- Celková výška – 202 m (s anténou)
- Stavební výška – 171 m
- Výška střechy – 160 m (poslední patro)
- Počet nadzemních poschodí – 50
- Celková plocha – 47 200 m²
- Kancelářské plochy – 38 500 m²
- Dokončení stavby – 1999
- Cena – 145 000 000 €
- Architekti – Gustav Peichl, Boris Podrecca a Rudolf F. Weber

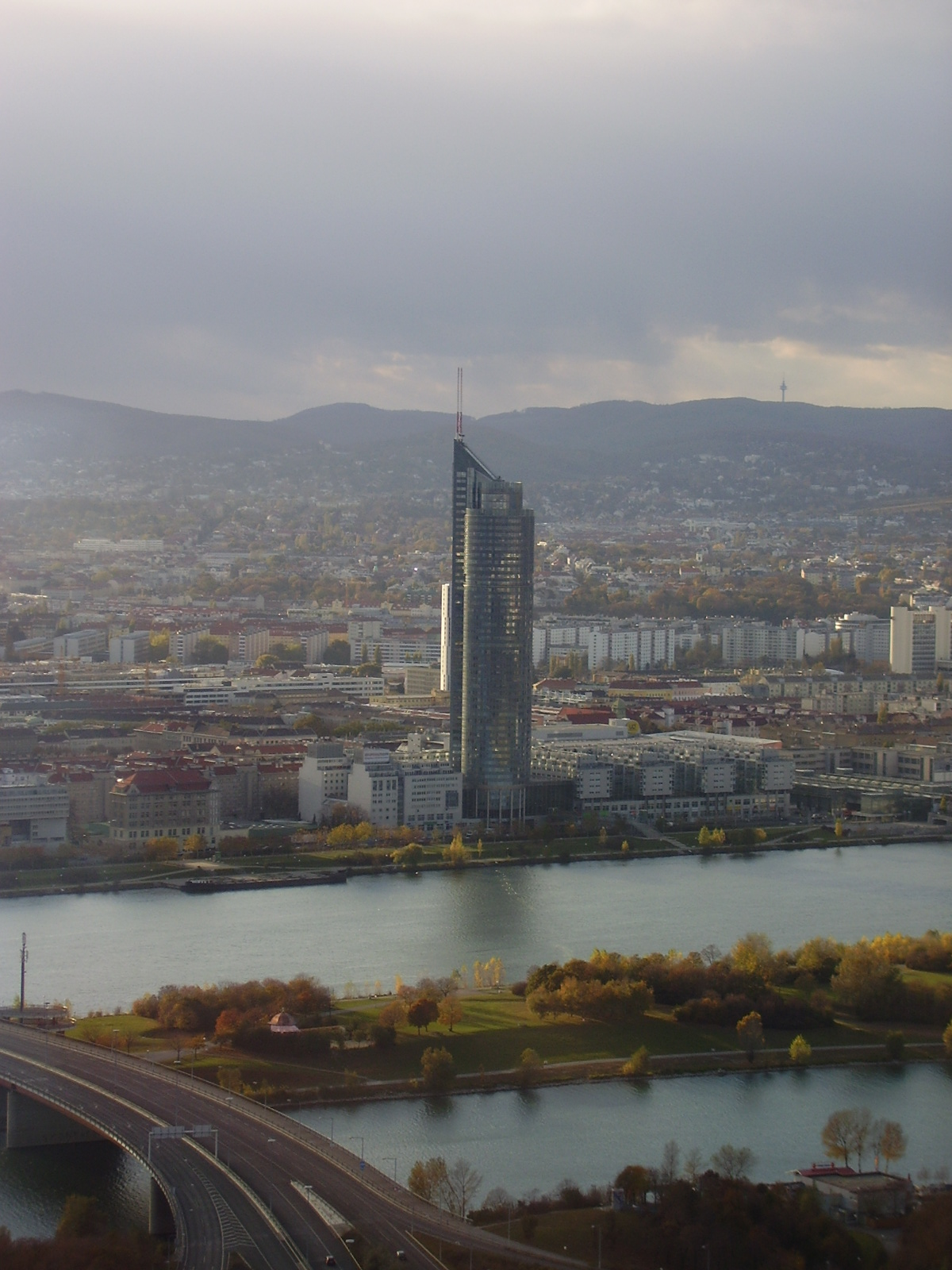
Millennium Tower
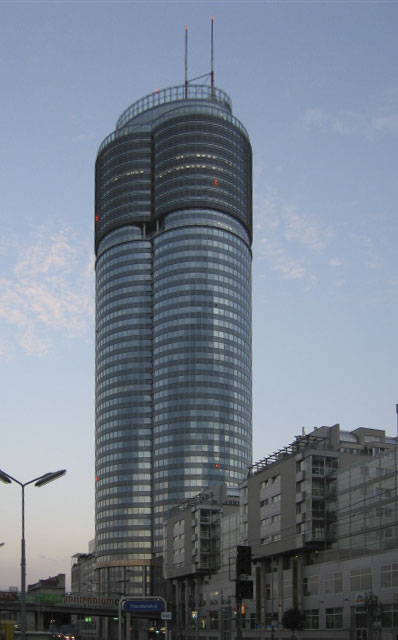
Millennium Tower - severní strana
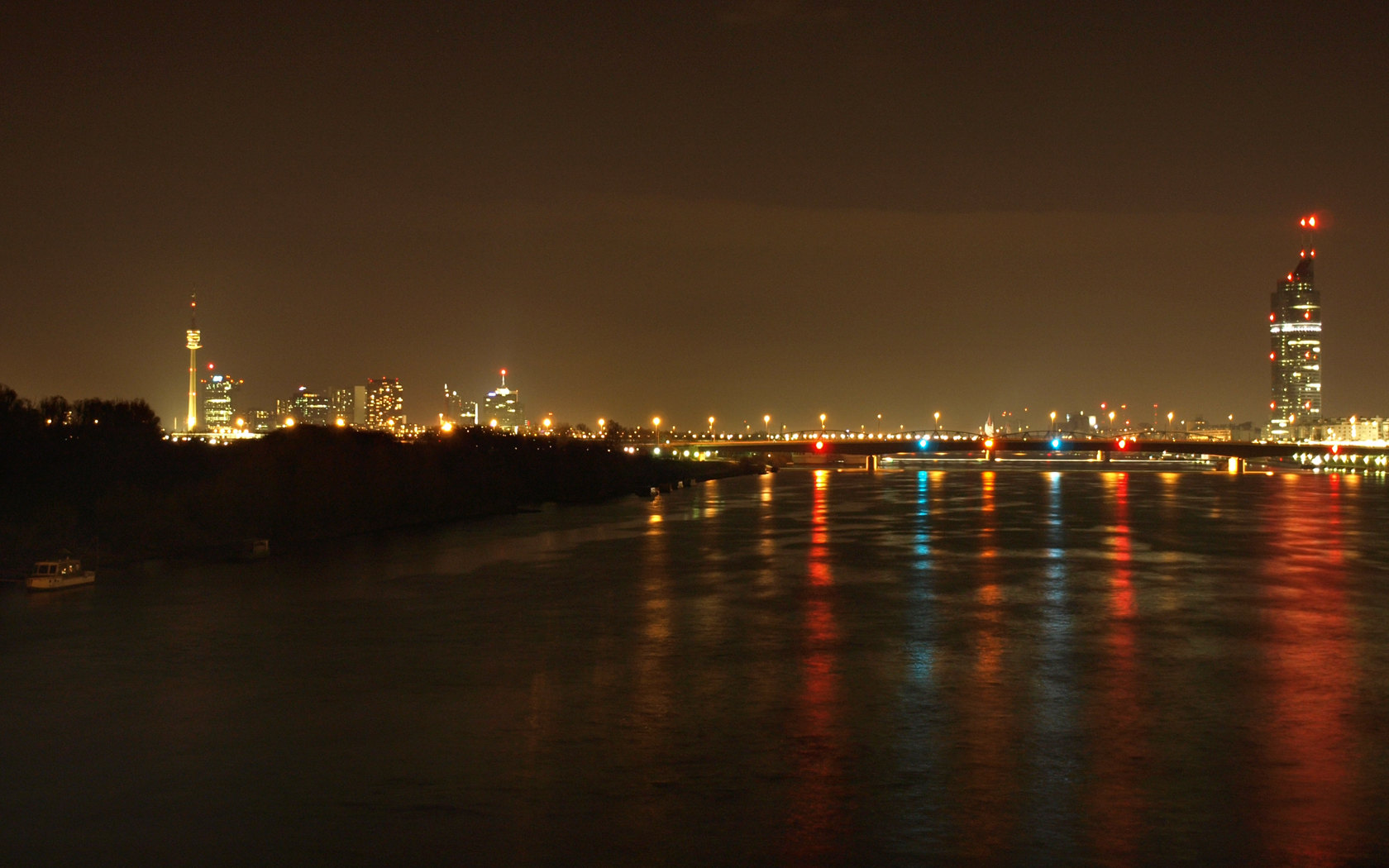
noční pohled na Millennium Tower a mrakodrapovou čtvrť Donau City
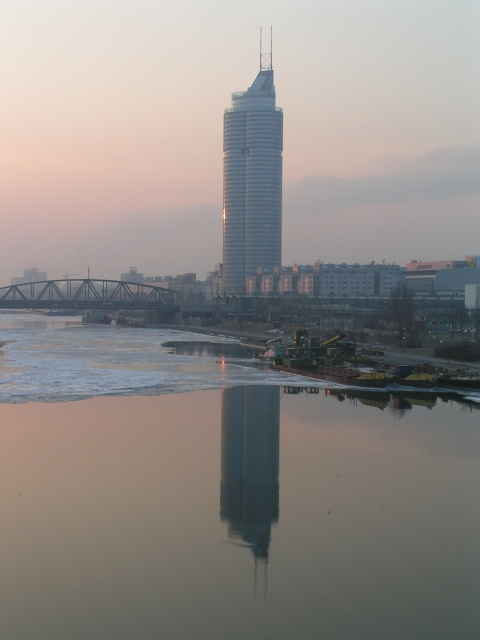
Millennium Tower při východu slunce